# Okroug

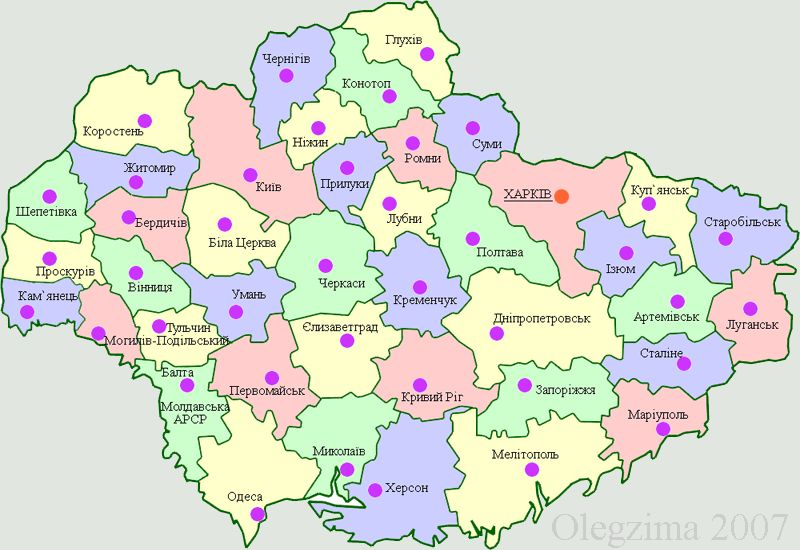
Okroug d'Ukraine en 1927

Pour les articles homonymes, voir Okrug.
L'okroug est un terme utilisé dans certains États d'Europe de l'Est pour désigner certains types de subdivisions administratives.

## Étymologie
Le terme apparaît dans les langues suivantes :
- En bulgare : окръг (okrag)
- En polonais : okręg
- En russe : о́круг (okroug)
- En serbe : о́круг (okroug)
- En ukrainien : округа (okruha)

Étymologiquement, le terme est similaire à l'allemand Bezirk (« district ») : l'oukroug et le Bezirk font référence à quelque chose d'« encerclé ».

## Subdivisions actuelles

### Russie
En Russie, le terme okroug (en russe : о́круг) peut être utilisé pour désigner plusieurs types de divisions administratives.
- Généralement traduit par « district » :
  - les districts fédéraux (en russe : федера́льный о́круг, federalny okroug) ;
  - les districts autonomes (en russe : автоно́мный о́круг, avtonomny okroug), comme celui de la Tchoukotka ;
  - le district autonome des Komis-Permiak (en russe : Ко́ми-Пермя́цкий автоно́мный о́круг, Komi-Permiatski avtonomny okroug), un territoire possédant un statut spécial à l'intérieur du kraï de Perm.

- Généralement traduit par « arrondissement » :
  - les arrondissements administratifs de Moscou (en russe : административный округ, administrativny okroug), dont ils sont la division administrative de plus haut niveau ;
  - okroug municipal : les arrondissements municipaux de Saint-Pétersbourg (en russe : муниципальный округ, mounitsipalny okroug), dont ils sont une division administrative de niveau moins élevé.

- Au niveau des selsoviets :
  - des okrougs (en russe : о́круг, okroug) ;
  - des okrougs ruraux (en russe : се́льский о́круг, selski okroug) ;
  - des okrougs ruraux territoriaux (en russe : се́льский территориа́льный о́круг, selski territorialny okroug) ;
  - des okrougs stanitsa (en russe : станичный о́круг, stanitchny okroug) ;

- L'okroug urbain (en russe : городской округ, gorodskoï okroug) désigne un type d'unité municipale, une zone d'habitation urbaine non-incorporée dans un raïon.

### Serbie
La Serbie est divisée en 29 okrougs (en serbe : о́круг), outre la ville de Belgrade.

## Anciennes subdivisions

### Bulgarie
En Bulgarie, les okrougs (en bulgare : окръг, okrag) étaient des subdivisions des oblasts qui ont existé entre 1987 et 1999.

### Pologne
La Pologne a utilisé le terme okręg pour désigner plusieurs types de subdivisions administratives, la dernière fois entre 1945 et 1946.

### Russie impériale
Les okrougs était une variété de division administrative de la Russie impériale.

### Union soviétique
L'Union soviétique désignait comme okrougs autonomes des unités administratives créées pour quelques peuples, à qui fut confié un statut d'autonomie à l'intérieur de certains oblasts ou krais.
Originellement appelées « okrougs nationaux », ces divisions furent créées dans les années 1920 et largement implémentées en 1930 pour l'autonomie des peuples du Nord de l'Union soviétique. En 1977, la nouvelle constitution changea le terme en « okrougs autonomes » afin de mettre l'accent sur l'idée d'autonomie. Depuis la dissolution de l'URSS en 1991, la plupart de ces « okrougs autonomes » sont devenus des Districts autonomes de Russie.